# Zoë (Muppet)
Zoë (originele, Engelse schrijfwijze: Zoe) is een handpop die voorkomt in het televisieprogramma Sesamstraat. Ze stelt net zoals haar vriendje Elmo een harig monstertje voor van een jaar of drie. Haar oranje kleur dankt ze aan het feit dat de makers dit goed vonden staan bij de rode kleur van Elmo.
Het personage kwam voor het eerst voor in de Amerikaanse versie van het programma, Sesame Street, in 1993. Ze werd toegevoegd aan de poppencast om wat tegenwicht te bieden tegen de hoofdzakelijk mannelijke personages. Zoë is dan ook echt een meisjesachtige figuur: ze draagt fleurige armbandjes en heeft knipjes in haar haren. Ook loopt ze geregeld in ballerinakledij.
Zoë wordt gespeeld door de Amerikaanse poppenspeelster Fran Brill, die ook haar naam bedacht. Haar Nederlandse stem wordt ingesproken door Lucie de Lange.